# Moškatna hobotnica
Moškatna hobotnica (znanstveno ime Eledone moschata) je vrsta hobotnic iz družine octopodidae.

## Opis
Moškatna hobotnica ima ovalno telo v obliki vreče. Iz te vreče se širi osem lovk, na katerih so priseski nameščeni le v eni vrsti. Lovke so med seboj skoraj do polovice zraščene s kožno opno. Na zgornjem delu ima ta vrsta hobotnic manjše bradavičaste izrastke, spodnji del pa je gladek. Moškatne hobotnice imajo marmoriran siv do rdečerjav vzorec, običajno pa zrastejo do 40 cm.
Največja ujeta moškatna hobotnica je bila samec, ki je imel skupno dolžino 740 mm, tehtal pa je 1414 g. Ujeli so ga v Egejskem morju, točneje v izmirskem zalivu. Ime je ta vrsta hobotnic dobila po izrazitem mošusnem vonju.
Moškatna hobotnica se prehranjuje z raznimi vrstami rakov, mehkužcev in rib. Med najbolj priljubljeno hrano moškatne hobotnice spadajo raki vrst Maja squinado, Maja crispata, Macropodia rostrata, Macropodia longirostris, Macropodia rostrata, Pisa tetraodan, Dorippe lanata, Lisa chiragra, Lambrus angulifrons, Lambrus massena, Inachus dorsettensis, Carcinus aestuarii, Pachygrapsus marmoratus, Xantho poressa, Pilumnus hirtellus, Goneplax rhomboides, Pagurus prideauxi, Ilia nucleus ter Squilla mantis; školjke, ki so najpogostejša hrana moškatnih hobotnic so Clamys varia, Mytilus galloprovincialis, Sepia orbigniyana, Illex coindeti, Loligo subulata; E. moschata pa občasno lovi tudi ribe, od katerih so njen najpogostejši plen Engraulis encrasicolus, Sardina pilchardus, Mullus barbatus, Diplodus annularis, Merluccius merluccius, Merlangius merlangus, Lepidotrigla cavillone, Trachurus trachurus ter Trisopterus minutus.

## Razširjenost in uporabnost
Moškatna hobotnica živi v Sredozemskem morju z vsemi morji, občasno pa zaide tudi v Atlantski ocean, najpogosteje ob obalah Portugalske. Najpogosteje se zadržujejo na blatnem dnu. Meso je okusno in ima izrazit vonj po mošusu.